# Portretul lui Filip al IV-lea în armură
Portretul lui Filip al IV-lea în armură este o pictură în ulei pe pânză realizată de pictorul spaniol Diego Velázquez. A fost pictat probabil în două etape în 1626 și 1628 și este păstrat acum la Muzeul Prado din Madrid.

## Istorie
Este unul dintre primele portrete ale regelui Filip al IV-lea al Spaniei de către Vélazquez după ce a fost numit pictor regal în 1623. Pictura pare să fi fost tăiată pe cele patru laturi ale sale, deși prima descriere pe care o avem despre ea, în timp ce se afla în colecția ducelui de Arco, indică aceleași dimensiuni ca și astăzi. În 1794, a fost citat ca o copie a lui Vélasquez în inventarul Ducelui de Arco la Pardo, și a devenit proprietate regală din 1745.
Pentru Allende-Salazar tabloul ar fi un fragment dintr-un portret ecvestru, dar această ipoteză pare contrazisă de tratamentul pictural al regelui: capul gol și pe un fundal gri neutru mai mult în conformitate cu o scenă de interior. Cu toate acestea, îmbrăcămintea militară pe care o poartă sugerează că pânza ar fi putut servi drept model pentru alte portrete și, în acest caz, pentru portrete ecvestre, cum a fost probabil pentru primul portret al regelui realizat de Vélasquez. Acesta, realizat, conform lui Francisco Pacheco, la 30 august 1623 a fost descris mai târziu drept un portret ecvestru „copiat din natură” ceea ce presupune că nu a fost terminat înainte de august 1625 când a fost expus în public în „strada principală” din Madrid și aurită de modestul pictor Julio César Semín.
Radiografia dezvăluie sub tabloul actual, o primă versiune căreia Vélasquez i-a adus modificări. El a schimbat poziția umerilor, a îmbrăcăminții și, a adăugat, în special, eșarfa pe pieptul regelui, care dă un ton roșu aprins portretului, respectând însă desenul original al feței. Datele realizării primei versiuni și a ultimei versiuni sunt localizate în timpul realizării portretului complet al lui Filip al IV-lea aflat la Muzeul Prado. Modificările introduse pe bust au fost folosite ca referință pentru capul lui Filip al IV-lea pentru pictura întregului corp.